# Leichtathletik-Weltmeisterschaften 1995/5000 m der Frauen

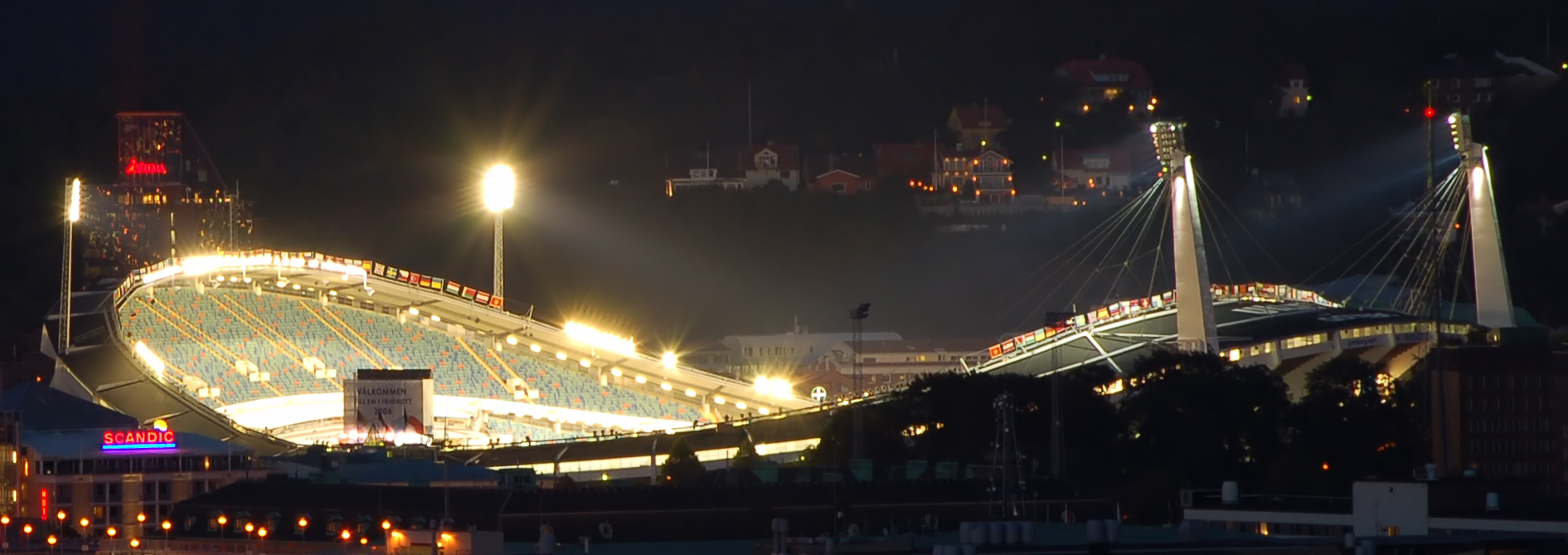
Das Göteborger Ullevi-Stadion im Jahr 2006

Der 5000-Meter-Lauf der Frauen bei den Leichtathletik-Weltmeisterschaften 1995 wurde am 10. und 12. August 1995 im Göteborger Ullevi-Stadion ausgetragen.
Es siegte die irische Vizeweltmeisterin von 1993 und amtierende Europameisterin – jeweils über die vorher übliche Streckenlänge von 3000 Metern – Sonia O’Sullivan. Den zweiten Platz belegte die portugiesische Europameisterin von 1994 über 10.000 Meter Fernanda Ribeiro, die drei Tage zuvor Weltmeisterin über 10.000 Meter geworden war. Bronze ging an die Marokkanerin Zahra Ouaziz.

## Rekorde

### Bestehende Rekorde
| Weltrekord               | 14:36,45 min                                       | Fernanda Ribeiro                                   | Hechtel, Belgien                                   | 22. Juli 1995                                      |
| Weltmeisterschaftsrekord | Noch keine WM-Rekorde, Wettbewerb neu im Programm. | Noch keine WM-Rekorde, Wettbewerb neu im Programm. | Noch keine WM-Rekorde, Wettbewerb neu im Programm. | Noch keine WM-Rekorde, Wettbewerb neu im Programm. |

### Rekordverbesserung
Der Weltmeisterschaftsrekord wurde nach und nach auf zuletzt 14:46,47 min gesteigert (Sonia O’Sullivan, Irland, im Finale am 12. August).

## Vorrunde
Die Vorrunde wurde in drei Läufen durchgeführt. Die ersten vier Athletinnen pro Lauf – hellblau unterlegt – sowie die darüber hinaus drei zeitschnellsten Läuferinnen – hellgrün unterlegt – qualifizierten sich für das Finale.

### Vorlauf 1
10. August 1995, 10:40 Uhr
| Platz | Name                | Nation         | Zeit (min)  |
| ----- | ------------------- | -------------- | ----------- |
| 1     | Elena Fidatov       | Rumänien       | 15:36,39 CR |
| 2     | Olga Tschurbanowa   | Russland       | 15:37,23    |
| 3     | Gina Procaccio      | USA            | 15:37,66    |
| 4     | Florence Barsosio   | Kenia          | 15:38,22    |
| 5     | Päivi Tikkanen      | Finnland       | 15:38,25    |
| 6     | Atsumi Yashima      | Japan          | 15:40,02    |
| 7     | Rosario Murcia      | Frankreich     | 15:41,73    |
| 8     | Nina Christiansen   | Dänemark       | 15:44,77    |
| 9     | Brynhild Synstnes   | Norwegen       | 15:46,17    |
| 10    | Adriana Fernández   | Mexiko         | 15:46,89    |
| 11    | Milka Mikhaylova    | Bulgarien      | 15:49,31    |
| 12    | Tamara Koba         | Ukraine        | 15:53,67    |
| 13    | Martha Ernstsdóttir | Island         | 16:05,33    |
| 14    | Marina Bastos       | Portugal       | 16:16,78    |
| DNF   | Alison Wyeth        | Großbritannien |             |
| DNS   | Derartu Tulu        | Äthiopien      |             |
| DNS   | Elana Meyer         | Südafrika      |             |

### Vorlauf 2
10. August 1995, 11:02 Uhr
| Platz | Name               | Nation              | Zeit (min)  |
| ----- | ------------------ | ------------------- | ----------- |
| 1     | Sonia O’Sullivan   | Irland              | 15:13,88 CR |
| 2     | Gabriela Szabo     | Rumänien            | 15:14,65    |
| 3     | Marija Pantjuchowa | Russland            | 15:14,70    |
| 4     | Paula Radcliffe    | Großbritannien      | 15:14,77    |
| 5     | Sara Wedlund       | Schweden            | 15:15,67    |
| 6     | Sally Barsosio     | Kenia               | 15:18,41    |
| 7     | Michiko Shimizu    | Japan               | 15:18,97    |
| 8     | Silvia Sommaggio   | Italien             | 15:20,89    |
| 9     | Ana Dias           | Portugal            | 15:29,32    |
| 10    | Serap Aktas        | Türkei              | 15:53,76    |
| 11    | Libbie Johnson     | USA                 | 15:54,97    |
| 12    | Anne Cross         | Australien          | 16:09,32    |
| DNF   | Monika Schäfer     | Deutschland         |             |
| DNF   | Dong Zhaoxia       | Volksrepublik China |             |
| DNF   | Hilde Stavik       | Norwegen            |             |
| DNS   | Marleen Renders    | Belgien             |             |
| DNS   | Gete Wami          | Äthiopien           |             |

### Vorlauf 3
10. August 1995, 11:24 Uhr
| Platz | Name                 | Nation                  | Zeit (min) |
| ----- | -------------------- | ----------------------- | ---------- |
| 1     | Rose Cheruiyot       | Kenia                   | 15:21,36   |
| 2     | Zahra Ouaziz         | Marokko                 | 15:22,02   |
| 3     | Fernanda Ribeiro     | Portugal                | 15:22,04   |
| 4     | Gwen Griffiths       | Südafrika               | 15:32,22   |
| 5     | Anne-Marie Danneels  | Belgien                 | 15:33,70   |
| 6     | Chiemi Takahashi     | Japan                   | 15:35,13   |
| 7     | Carolyn Schuwalow    | Australien              | 15:37,62   |
| 8     | Gitte Karlshøj       | Dänemark                | 15:39,12   |
| 9     | Luchia Yishak        | Äthiopien               | 15:42,37   |
| 10    | Laura Mykytok        | USA                     | 15:48,95   |
| 11    | Andrea Karhoff       | Deutschland             | 16:02,26   |
| 12    | Ursula Spielmann     | Schweiz                 | 16:12,57   |
| 13    | Sinead Evans         | Irland                  | 16:18,61   |
| 14    | Marie-Pierre Duros   | Frankreich              | 16:48,66   |
| 15    | Mirsada Burić-Adam   | Bosnien und Herzegowina | 17:07,44   |
| DNF   | Viktorija Nenaschewa | Russland                |            |
| DNF   | Gunhild Halle        | Norwegen                |            |

## Finale
12. August 1995, 18:50 Uhr
| Platz | Name               | Nation         | Zeit (min)  |
| ----- | ------------------ | -------------- | ----------- |
| 1     | Sonia O’Sullivan   | Irland         | 14:46,47 CR |
| 2     | Fernanda Ribeiro   | Portugal       | 14:48,54    |
| 3     | Zahra Ouaziz       | Marokko        | 14:53,77    |
| 4     | Gabriela Szabo     | Rumänien       | 14:56,57    |
| 5     | Paula Radcliffe    | Großbritannien | 14:57,02    |
| 6     | Marija Pantjuchowa | Russland       | 15:01,23    |
| 7     | Rose Cheruiyot     | Kenia          | 15:02,45    |
| 8     | Gwen Griffiths     | Südafrika      | 15:08,05    |
| 9     | Sara Wedlund       | Schweden       | 15:08,36    |
| 10    | Elena Fidatov      | Rumänien       | 15:12,58    |
| 11    | Sally Barsosio     | Kenia          | 15:39,57    |
| 12    | Michiko Shimizu    | Japan          | 15:45,30    |
| 13    | Florence Barsosio  | Kenia          | 15:56,96    |
| DNF   | Gina Procaccio     | USA            |             |
| DNF   | Olga Tschurbanowa  | Russland       |             |

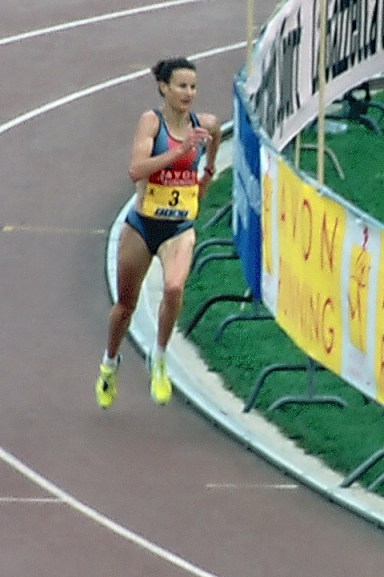
Weltmeisterin wurde Sonia O’Sullivan, die über die vorher übliche Streckenlänge von 3000 Metern 1993 Vizeweltmeisterin und 1994 Europameisterin war

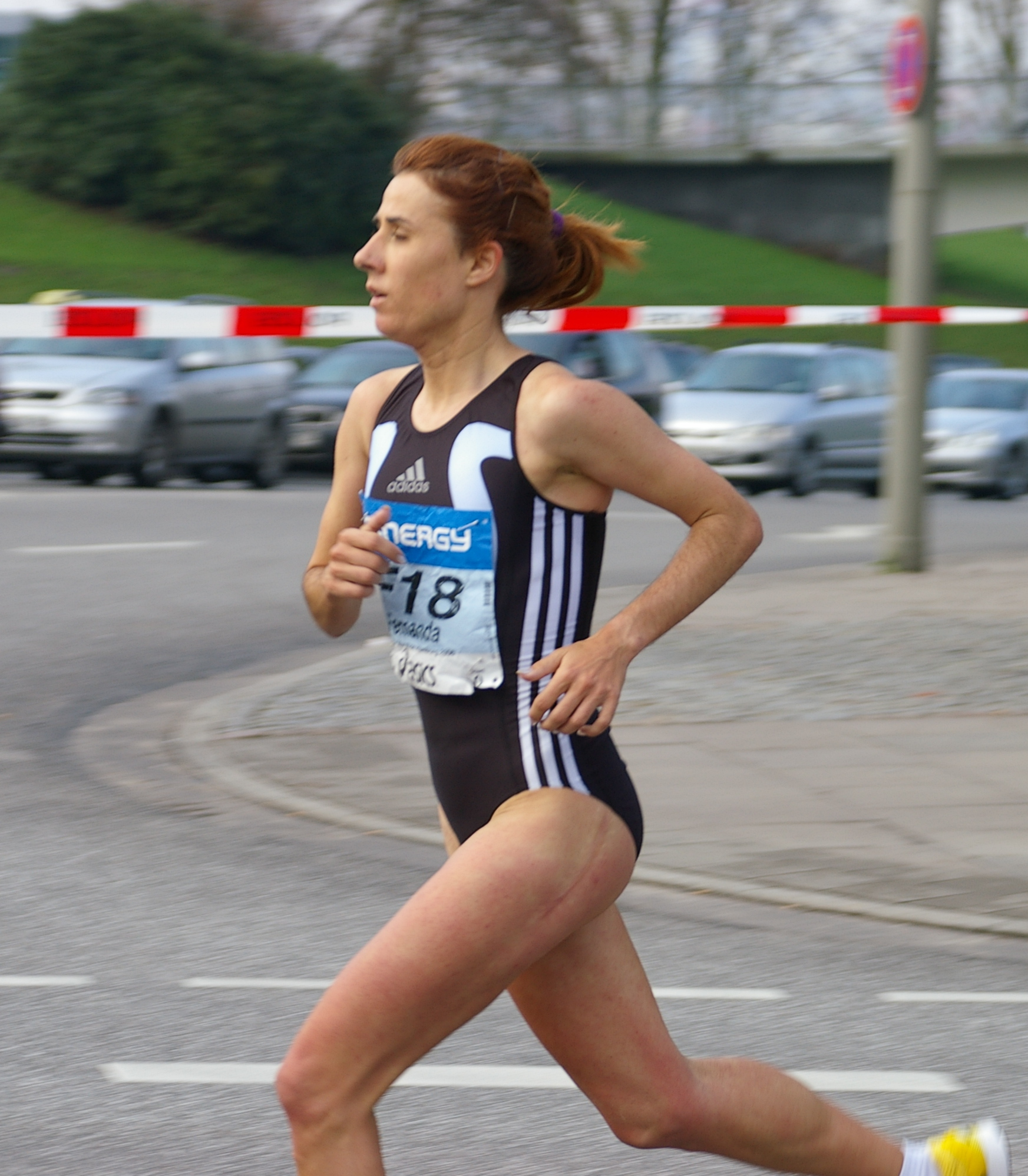
Vizeweltmeisterin Fernanda Ribeiro – 1994 Europameisterin über 10.000 Meter und drei Tage zuvor Weltmeisterin über 10.000 Meter
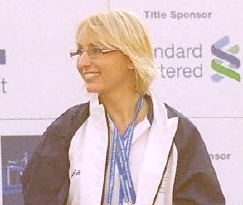
Gabriela Szabo (Foto: 2013), 1994 EM-Dritte, belegte Rang vier – ihre größten Erfolge hatte sie noch vor sich
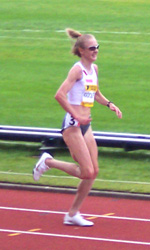
Paula Radcliffe wurde Fünfte – sie konnte jedem Tempo folgen hatte am Ende jedoch immer wieder durch ihre Spurtschwäche bedingte Probleme

## Video
- Sonia O'Sullivan - World 5000m Champion, Gothenburg 1995, Video veröffentlicht am 11. April 2013 auf youtube.com, abgerufen am 7. Juni 2020